# Tour della nazionale maschile di rugby a 15 della Scozia 1991
Nel periodo tra la Coppa del Mondo di rugby 1987 e la successiva edizione, la nazionale di rugby union della Scozia effettua annualmente una serie di Tour.

## In Nord  America
Nel 1991 una selezione sperimentale si reca in USA e Canada.

### Risultati
Sistema di punteggio:  meta = 4 punti, Trasformazione=2 punti .Punizione =  3 punti. drop = 3 punti. 
| Arbitro: | George Gadjovich |

|           |      |                             |
|           | mt   | Macdonald, Reid 2 Stanger 2 |
|           | tr   | Dods 3                      |
| de Jong 4 | c.p. | Dods 5                      |

| Saint John 25 maggio 1991 | Canada | 24 – 19 | Scozia XV |  |

## In Romania
Come match in preparazione alla Coppa del Mondo di rugby 1991, gli scozzesi si recano in Romania, dove subiscono una imprevista sconfitta.
| Arbitro: | A. Ceccon |

|                |      |        |
| Ciorascu, Sasu | mt   | Tukalo |
| F. Ion 2       | tr   | Dods   |
| F. Ion 2       | c.p. | Dods 2 |